# Rio Malanza
O Rio Malanza é um curso de água de São Tomé e Príncipe, localizado no distrito de Caué, ilha de São Tomé. Este curso de água corre para Sul até encontrar mar na Praia Micondo.